# Misumenoides corticatus
Misumenoides corticatus là một loài nhện trong họ Thomisidae.
Loài này thuộc chi Misumenoides. Misumenoides corticatus được Cândido Firmino de Mello-Leitão miêu tả năm 1929.